# (29329) Knobelsdorff
(29329) Knobelsdorff ist ein Asteroid des Hauptgürtels, der am 5. Oktober 1994 vom deutschen Astronomen Freimut Börngen an der Thüringer Landessternwarte Tautenburg (IAU-Code 033) in Thüringen entdeckt wurde.
Benannt wurde der Asteroid nach dem deutschen Maler und Architekten Georg Wenzeslaus von Knobelsdorff (1699–1753), der durch seine Entwürfe das Aussehen der Residenzstädte Berlin und Potsdam stark beeinflusste.